# Ясеново Второе
Ясеново Второе (укр. Ясенове Друге) — село в Любашёвском районе Одесской области Украины.
Население по данным 2024 года составляло 1543 человека. Почтовый индекс — 66510. Телефонный код — 4864. Занимает площадь 3,657 км². Код КОАТУУ — 5123384401. Находится на правом берегу реки Кодыма. Расстояние от областного центра — города Одессы — 185 км, в 25 км от районного центра(птг Любашевка) и в 9 км от железнодорожной станции Заплазы. Вместе с селом Ясенево Первое утворююе единую территориальную общину — Ясеновском сельский совет. Ясеновский сельсовет занимает 10 000 га земли, из них — 6000 га сельскохозяйственного назначения, сосновый бор площадью 22 га, пруд в с. Ясенево Первое, по территориям обоих сел протекают притоки р. Кодымы, правая — Извора, левая — Гардева.

## История
Село основано в 1761 году как зимовник запорожских казаков. После 1812 года в Ясеново поселилось много ветеранов и инвалидов Отечественной войны. В 1906 году в селе был организован революционный кружок, члены которого проводили крестьянские сходки, распространяли среди населения нелегальную литературу. На территории Ясеново-Второго обнаружено раннеславянское поселение черняховской культуры(II—VI вв.) В начале XX века насчитывало 3800 жителей. В селе находился еврейский молитвенный дом, земская школа и школа-грамматика, аптека. В этот период в селе раз в 2 недели проходили базары, располагалось около 10 торгово-промышленных заведений. В 1960 году открыт сельский краеведческий музей. Среди 1340 экспонатов имеется фотокопия первого номера ленинской «Искры». В селе сооружена больница на 50 коек с поликлиникой. В новом здании отделения связи разместилась почта, радиоузел, и АТС на 50 номеров. Работали бытовой комбинат, цех безалкогольных напитков, столовая, шесть специализированных магазинов, сберегательная касса. За 1965—1977 гг. жилищный фонд села обновился на 75 %. В каменных домах газ, водяное отопление и прочие бытовые удобства. В селе есть три парка. Также в центре около Сельской рады была построена(в 2017 году) детская площадка. В 2006—2007 годах установлена цифровая ЭАТС(квант) на 384 номера. На данный момент (2013 год) ёмкость ЭАТС составляет 448 номера.

## Местный совет[2]
Сельскому совету подчинено село Ясеново Первое. Сельскому совету присуждены переходящее Красное знамя областного Совета народных депутатов и денежная премия.

## Храмы Ясеново Первого и Второго
В Ясеново Первом до 1980-х годов стояла Свято-Покровская деревянная церковь, которую в 1984 году разрушили. Теперь на том месте стоит крест. На данный момент в Ясеново Втором находится действующий Свято-Покровский храм, в котором в октябре 2013 года завершен капитальный ремонт. В том же году 12 октября архиепископ Балтский и Ананьевский Алексий совершил освящение престола и храма.

## Современность
В селе расположены: Ясеновский ООШ 1-2 ступеней, амбулатория, аптека ОАО «Фармация», ветеринарная больница, сельская библиотека, отделение связи, ЦЭС Укртелекома на 448 номеров, Свято-Покровская церковь, Ясеновский народный краеведческий музей, Дом культуры — в с. Ясенево Первое. Через село идет автодорога Т-1603, соединяющий из г.. Балта и Кривым Озером и Первомайском Николаевской области, по которой происходит движение общественного транспорта.